# Hrátky s Montym
Hrátky s Montym (v anglickém originále The Fool Monty) jsou 6. díl 33. řady (celkem 470.) amerického animovaného seriálu Simpsonovi. Scénář napsal Michael Price a díl režíroval Steven Dean Moore. V USA měl premiéru dne 21. listopadu 2010 na stanici Fox Broadcasting Company a v Česku byl poprvé vysílán 16. června 2011 na stanici Prima Cool.

## Děj
Skupina představitelů televizních stanic plánuje vyvolat masovou paniku, aby zvýšila sledovanost, a to tak, že si vymyslí falešnou nemoc způsobenou domácími kočkami a mimo jiné uvede, že existuje vakcína, která je k dispozici v omezeném množství. Ve springfieldské nemocnici pan Burns ukradne značnou část vakcíny pro sebe s tvrzením, že potřebuje dát dobrý příklad svým psům – přestože psi jsou vůči nemoci imunní –, a zbytek vakcíny přitom přejede autem, čímž vyvolá ve Springfieldu obrovskou zlost. 
Poté, co se od svého lékaře dozví, že trpí několika nemocemi a zbývá mu pouhých šest týdnů života (přestože pan Burns předtím v epizodě 11. řady Panská rodina zjistil, že má několik smrtelných nemocí, které by ho za normálních okolností zabily, ale ve skutečnosti jsou ve vzájemné rovnováze), je Burns ze svého osudu rozrušený. Když však tuto zprávu sdělí zbytku města, oslavují a pokračují v tavení jeho ledové sochy. Když si uvědomí, že ho nikdo ve Springfieldu (kromě Smitherse) nemá rád, pokusí se Burns o sebevraždu skokem ze skály, ale nakonec přežije, i když s jistou amnézií a bludy. Bart najde bezmocného Burnse v divočině a tajně ho vezme k Simpsonovým domů. Když se Homer a Marge dozvědí o svém novém domácím hostu, rozhodnou se spolu se zbytkem Springfieldu, že se mu pomstí za všechno trápení, které jim za ta léta způsobil, nakonec je však trápení přestane bavit a zavrhnou ho. Když Líza vezme Burnse zpět do jeho sídla, vrátí se mu paměť. Opět se z něj stává krutý a bezcitný lakomec, jenž se rozhodne postavit nad městem kupoli, aby se pomstil všem, kteří se k němu chovali špatně (inspirován románem Stephena Kinga Pod kupolí), jenže se dozví, že něco podobného už bylo provedeno a že to znovu nepůjde. 
Marge se snaží Burnse přesvědčit, že by se po této zkušenosti měl k lidem chovat s větší úctou, ale její argument selže, když si Burns uvědomí, že je jeho krutost to jediné, co ho ještě nějakou dobu drží naživu (protože mu uplynulo šest týdnů a on stále stojí). Nakonec pan Burns odlétá ve svém vrtulníku pilotovaném Smithersem, který se zprvu domníval, že pan Burns zemřel, a krátce pracoval pro bývalého viceprezidenta Dicka Cheneyho. Okamžitě je přivítá Nelson Muntz, který vyhrožuje, že s vrtulníkem havaruje, pokud pan Burns nebude souhlasit s účastí na školní verzi hry Kdo se bojí Virginie Woolfové? vydávající se za Nelsonova otce. Navzdory svému znechucení z toho, že je nucen hru sledovat, se panu Burnsovi Nelsonovo představení líbí.

## Přijetí
V původním americkém vysílání se na díl dívalo odhadem 6,63 milionu diváků a mezi dospělými ve věku 18 až 49 let získal rating 2,9/7.
Emily VanDerWerffová z The A.V. Clubu označila epizodu za „recyklovanou“ a prohlásila: „Vcelku se mi líbilo první dějství s velmi vtipnou částí, kdy se sítě spikly, aby vytvořily paniku kolem chřipky koček, a gagy o čekání ve frontě na vakcínu, ale zbytek epizody velmi pomalu vyprchal.“. Díl ohodnotila známkou C+.

### Kontroverze
Blízko začátku epizody je vidět vrtulník Fox News s nápisem „Televize Fox: Nejsme rasisti, ale u rasistů jsme jedničky“. Bill O'Reilly, moderátor pořadu Fox News The O'Reilly Factor, odvysílal klip během pořadu Pinheads and Patriots a řekl: „Pokračujíc v kousání do ruky, která je částečně živí, vysílání Foxu opět nechává své kreslené postavičky volně pobíhat.“. Po odvysílání klipu řekl: „Pinheads? Věřím, že ano.“. Republikánský viceprezident Cheney je v průběhu epizody také zesměšňován. 
V reakci na to přidali producenti na začátek úvodní sekvence následující epizody krátkou scénu s vrtulníkem, na němž je nápis „Fox News: Nevhodné pro diváky mladší 75 let“. Podle showrunnera Ala Jeana byli producenti pořadu potěšeni, že O'Reillyho naštvali a že od Foxu nikdy nedostali varování před vtipkováním o této televizní stanici. „Oba konce z toho těží pro konečnou agendu společnosti News Corp.“ řekl Jean, „jsme rádi, že máme s Billem O'Reillym malý spor. Je to pro nás velmi zábavná věc.“